# Исторический любовный роман

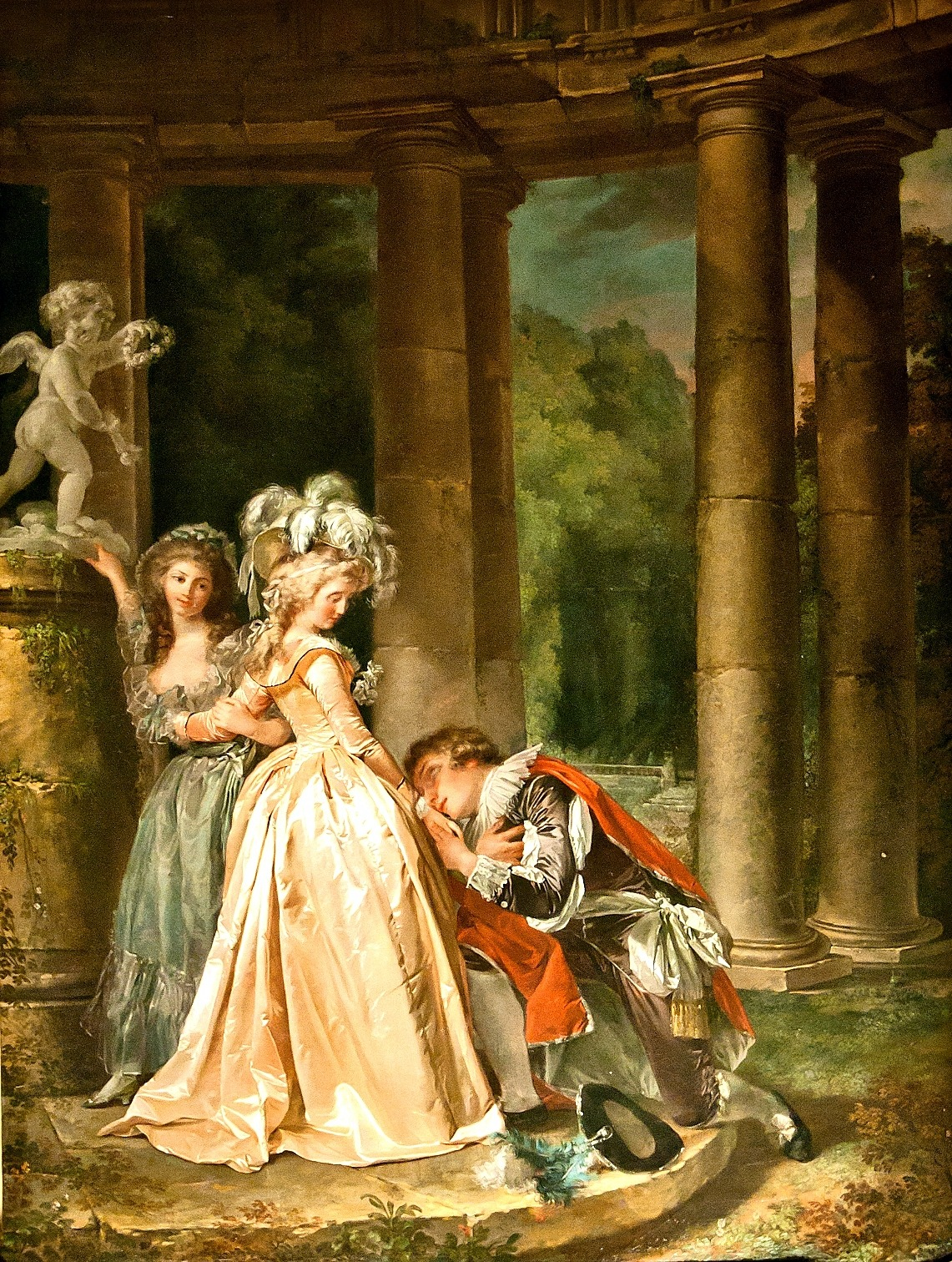
Луи Ролан Транкес - Любовная клятва (1786). Музей изящных искусств Дижона

Исторический любовный роман — поджанр любовного романа, который возник в западноевропейской художественной литературе, и исторического романа, который Вальтер Скотт популяризировал в начале XIX века. Книги рассчитаны на массовый рынок. По данным на 2006 год, эта поджанр наиболее популярен среди любовных романов.
Действие происходит до начала Второй мировой войны, часто  - во времена Средневековья, хотя во многих романах присутствуют современные атрибуты, например, героиня получает гораздо лучшее образование, чем было нормой для того времени. Это поджанр включает множество других категорий и клише.

## Категории

### Викинги
Действие происходит в период «Тёмных веков» или Средневековья. Главными героями являются викинги. Герой обычно описывается как «высокий, поразительно красивый блондин». Классический сюжет — дикий викинг покоряется прекрасной девушке. Перенесение действия в культуру викингов позволяет добавлять в романы путешествия. По результатам опроса 1997 года среди более чем 200 читателей романов данной категории, лучшей книгой в жанре была признана «Зимние костры» (англ. Fires of Winter) Джоанны Линдсей. Затем жанр вышел из моды, с середины 1990-х годов редко публикуется.

### Средневековье

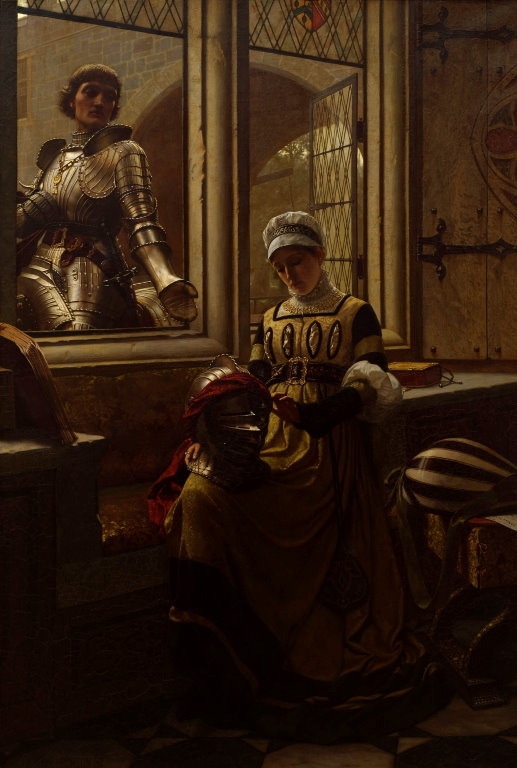
Эдмунд Лейтон - Залог любви (1881)

Действие, как правило, происходит между 938 и 1485 годами. Женщины в средневековые времена часто рассматривались как имущество и были вынуждены жить, положившись на милость отца, опекуна, или короля. Классический сюжет — героиня, леди, должна использовать свои ум, волю и найти мужа, который будет принимать её любовь к независимости, но также защищать от опасностей тех времён. Герой, почти всегда сильный и независимый рыцарь, сперва учится уважать героиню и её необычные взгляды, а затем влюбляется. Хотя героиня обычно находится в подчинённом положении, данное положение является её выбором, сделанным «ради полного обожания любовника, главная цель в жизни которого — выполнять желания своей возлюбленной».

### Тюдоры
Действие происходит в Англии между 1485 и 1558 годами (период династии Тюдоров).

### Георгианская эпоха
Действие происходит в Англии между 1714 и 1810 годами в период Георгианской эпохи.

### Эпоха Регентства
Действие происходит в Англии между 1810 и 1820 годами (эпоха Регентства. Классический сюжет подразумевает наличие таких тем, как общественная жизнь во время «сезона», включая званные ужины, приёмы, игры, оперы, поездки и т. д.; социальные различия; фиктивные браки; женщины сомнительного поведения; а также большое количество интеллектуальных, быстрых диалогов между героями и очень небольшое — эротических сцен.

### Пираты

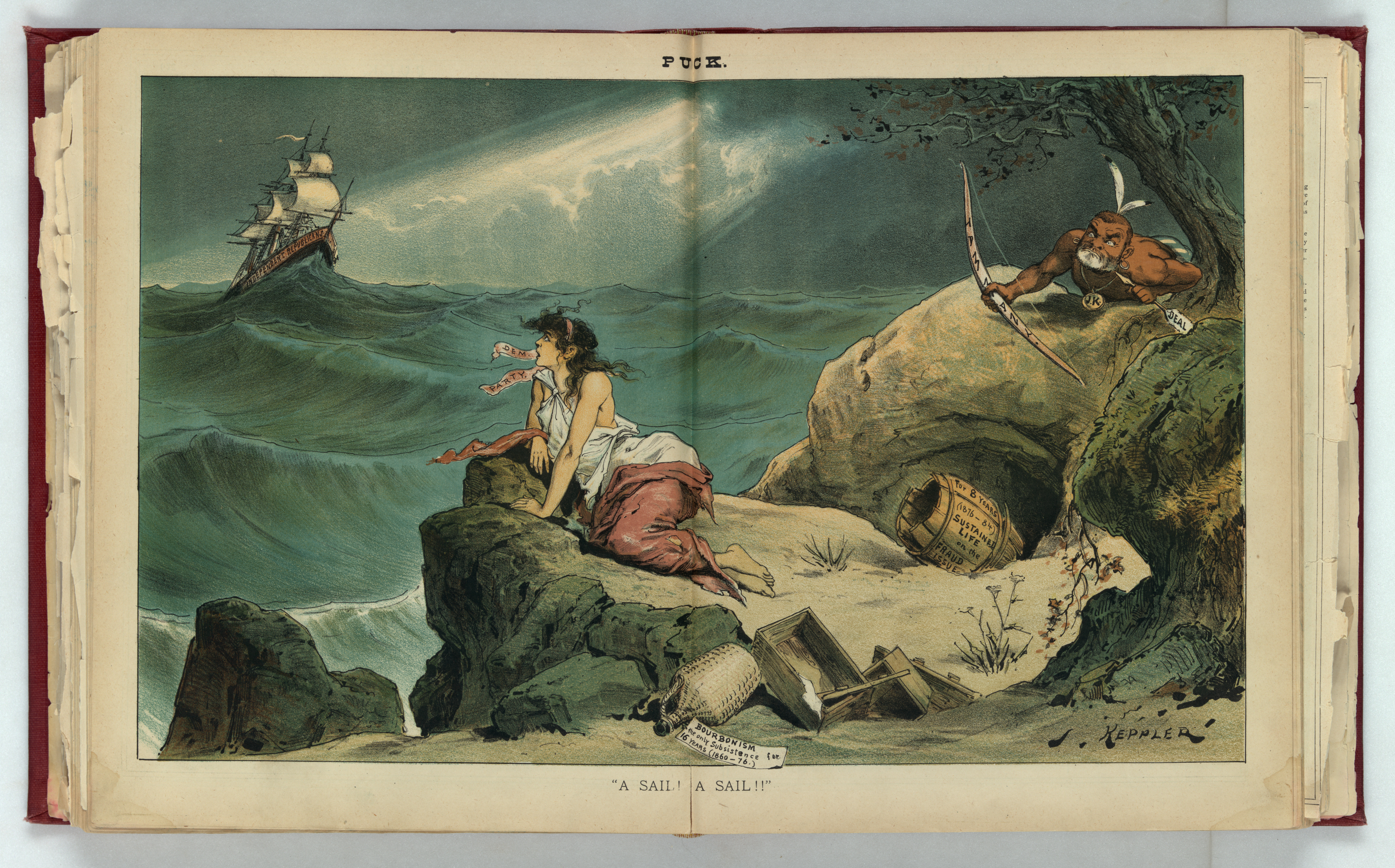
Иллюстрация "Корабль! Корабль" (1884)

Герои-пираты — «плохие мальчики», которые превыше всего ценят «богатство и свободу». Классический сюжет — героиня похищена пиратами в начале романа и вынуждена подчиняться герою, в конце влюбляется в своего похитителя. Основное место действия книг — море.

### Вестерн
Действие книг разворачивается в США, Канаде или Австралии. В отличие от классических вестернов, в которых женщины зачастую упоминаются лишь вскользь, в любовных романах героиня оказывается в центре событий. Герои являются искателями приключений и вынуждены сражаться с неизвестностью, они часто бывают одиночками, слегка нецивилизованными и даже «низменными» Героини учатся выживать в мужском мире и, в конце романа, побеждают свои страхи.

### Индейцы
Обязательной составляющей истории является главный герой-индеец.